# جنگ لهستان-لیتوانی و شوالیه‌های تتونیک
جنگ لهستان-لیتوانی و شوالیه‌های تتونیک یا جنگ بزرگ میان سالهای ۱۴۰۹ تا ۱۴۱۱ میلادی بین دولتهای متحد، پادشاهی لهستان-دوک‌نشین بزرگ لیتوانی، علیه شوالیه‌های تتونیک درگرفت. این جنگ با تهاجم تتونیک‌ها به لهستان در اوت ۱۴۰۹ میلادی آغاز شد. از آنجا که هیچ یک از دو طرف در آن زمان آماده یک جنگ تمام عیار نبودند، لذا ونتسل، فرمانروای بوهم، با میانجی‌گری خود یک آتش‌بس نه ماهه برقرار کرد. پس از پایان زمان آتش‌بس در ژوئن ۱۴۱۰ میلادی، لهستانی‌ها با حمله به تتونیک‌ها توانستند در نبرد گرونوالد (تاننبرگ) که به راستی یکی از بزرگترین نبردهای تاریخ قرون وسطی می‌باشد، به پیروزی دست یابند. در این نبرد بسیاری از رهبران تتونیک کشته یا اسیر شدند. با این وجود ایستادگی تتونیک‌ها در نبرد مارن‌بورگ باعث شد که تنها بخش‌های کوچکی از قلمرو خود را به دشمن واگذار نمایند. پیمان تورن در ۱۴۱۱ میلادی، نشانه پایان این جنگ بود. این تغییرات سرحدی تا صلح ملنو در ۱۴۲۲ میلادی پابرجا ماند اما تتونیک‌ها دیگر هیچ گاه نتوانستند به قدرت و عزت پیشین بازگردند و غرامت‌های وارده بر آنان نیز اقتصاد و منافع مالیشان را از میان برد. این جنگ موازنه قدرت در اروپای شرقی را تغییر داد و اتحاد لهستان-لیتوانی را به قدرت برتر منطقه تبدیل کرد.